# 大友貞順
大友 貞順（おおとも さだより）は、鎌倉時代末期から南北朝時代にかけての武将。

## 生涯
大友氏6代当主大友貞宗の子として生まれるが庶長子であったために家督継承候補から外され、元弘3年/正慶2年（1333年）、貞宗は大友氏の家督を弟の千代松丸（後の氏泰）に継がせた。貞順はこれに反発し、翌元弘4年/建武元年（1334年）に父が没すると、宗家から独立して氏泰と対立するようになる。
建武の新政崩壊後の建武3年/延元元年（1336年）、多々良浜の戦いにおいても貞順は菊池氏方について足利尊氏らと戦った。
しかし、多々良浜の戦いは菊池方の敗戦に終わり、尊氏が九州を去った後も氏泰・少弐頼尚ら北朝方諸大名が一斉に攻勢に出たため、南朝方は逼塞を余儀なくされた。このような中でも貞順は依然南朝方の武将として戦っていたが、興国6年/貞和元年（1345年）には氏泰と和睦して北朝方に帰参し、尊氏に許されて所領を安堵された。
しかしその後、時期は不明だが貞順は再び大友宗家と対立して謀反を起こし、最後は北朝方に攻められ自害したとされる。